# Guyana Elections Commission
La Comisión Electoral de Guyana (GECOM) (en inglés: Guyana Elections Commission) es la entidad responsable de la administración y conducción de las elecciones en Guyana.

## Antecedentes
La GECOM está encabezada por un presidente y seis comisionados. Antes de 1991, la Comisión Electoral estaba compuesta por un presidente designado por el presidente de la República y un miembro de cada partido político, incluido el partido gubernamental, los que deberían tener al menos cinco representantes en la Asamblea Nacional. El Presidente de esta Comisión Electoral tenía que ser una persona que en ese momento ocupaba o había ocupado el cargo de Juez de un Tribunal con jurisdicción ilimitada en asuntos civiles y penales en alguna parte de la Commonwealth o un tribunal con jurisdicción en apelaciones de cualquier materia o estar calificado para ser designado como Juez.
La reforma electoral en Guyana comenzó en 1990 y continuó durante todo el período anterior a las elecciones generales y regionales de 2001. Durante este proceso, la composición de la comisión cambió a tiempo para la gestión de las elecciones generales de 1992. Para las elecciones de 1992 y 1997, la Comisión Electoral seguía siendo una institución temporal constituida para cada elección. Por ejemplo, la comisión establecida en virtud de la Ley de Enmienda a la Constitución Nº 15 de 1995 tuvo una vida limitada, ya que solo existió entre el 12 de diciembre de 1995 y la fecha de vencimiento de tres meses después de la fecha de las elecciones generales del 15 de diciembre de 1997.
El presente GECOM se estableció en mayo de 2000 en virtud de la Ley de la Constitución (Enmienda) No. 2 de 2000, que derogó y promulgó el artículo 161 de la Constitución sobre la base de las recomendaciones que surgieron de la Comisión de Reforma de la Constitución que fueron ratificadas por el Parlamento. El artículo 161 promulgado nuevamente establece el mismo mecanismo para el nombramiento de la comisión previsto desde las elecciones generales de 1992, pero la comisión ahora está establecida como permanente. Todavía no hay una disposición para un límite de tiempo o el período que los comisionados deben cumplir. Todos los poderes que antes eran ejercidos por o en nombre del Ministro responsable de la preparación y administración de las elecciones ahora recaen en la comisión.